# Коховский, Всеволод Порфирьевич
Всеволод Порфирьевич Коховский (Каховский; 1835—1891) — генерал-лейтенант Русской императорской армии, военный педагог.

## Биография
Происходил из дворян Харьковской губернии. Родился 2 (14) марта 1835 года в селе Стародубовка (Изюмский уезд Харьковской губернии).
Образование получил в Дворянском полку, откуда был выпущен в 1853 году. В чине поручика принимал участие в Крымской войне в составе 5-го стрелкового батальона. За отличие в сражении под Силистрией в 1854 году получил орден Св. Анны 4-й степени и в октябре того же года был переведён подпоручиком в Финляндский лейб-гвардии полк.
В 1860—1862 годах учился в Николаевской академии генерального штаба. Был сначала прикомандирован к Павловскому кадетскому корпусу, после упразднения которого был назначен командиром 1-й роты в Павловское военное училище. В том же году получил назначение состоять при Главном управлений военно-учебных заведений для приготовления к должности инспектора классов и в 1864 году был назначен на должность начальника учебного отделения и способствовал учреждению Педагогического музея военно-учебных заведений.
В 1867 году, 30 августа, был произведён в полковники. 4 января 1874 года зачислен чиновником особых поручений IV класса при Главном управлении военно-учебных заведений и принял в заведование Педагогический музей (в 1889 году при введении нового устава музея назначен его директором). В 1874—1876 годах находился в командировке за границей.
В 1874 году произведён в генерал-майоры, а в 1889 году — в генерал-лейтенанты.
При Педагогическом музее им был создан научный отдел, основаны курсы оказания помощи при несчастных случаях, ручного труда и иностранных языков, учреждены классы музыки, пения, гимнастики, и т. п. Состоящий при музее «Родительский кружок» тоже работал под руководством Коховского. Кроме того, Коховский расширил музей, поставив его наряду с лучшими музеями этого рода в Европе; его же стараниями была увеличена библиотека.
Умер 1 (13) июня 1891 года. Похоронен на Смоленском православном кладбище.

## Сочинения
- «О труде и отдыхе», чтение для народа (СПб., 1873);
- «Отцам и матерям о детях» (СПб., 1873);
- «Подробность внешнего и внутреннего устройства брюссельской образцовой начальной школы» (СПб., 1880);
- «Педагогический музей военно-учебных заведений в 1888—1889 учебном году» (СПб., 1889),
- ряд статей по практической педагогике в «Педагогическом сборнике» и др.

## Семья
Жена — Александра Карловна Шуплевич. Их дети:
- Анна (15.04.1866—?)
- Александра (23.08.1868—?)
- Георгий (13.02.1870—?)
- Борис (13.09.1871—1914) также служил в Русской императорской армии, отличился в Русско-японской войне, за что был награждён орденом Святого Георгия 4-й степени и золотым оружием, погиб в самом начале Первой мировой войны. Был женат на кн. Ольге Александровне Оболенской (28.01.1881 — 27.09.1911), правнучке П. Н. Оболенского.
- Мария (28.09.1873—?)
- Николай (21.04.1875—?)
- Ксения (13.10.1876—?)
- Нина (23.03.1882—29.05.1900[1])
- Ольга (17.07.1883—?)